# Djoliba
Djoliba è il capoluogo del comune rurale maliano di Mandé nella regione di Koulikoro.
La città si trova vicino alla riva sinistra del fiume Niger e sulla strada nazionale RN 26 (Bamako-Kangaba) a 40 km a sud della capitale Bamako.